# L'illa negra
L'illa negra és el setè àlbum de Les aventures de Tintín i Milú creat per Hergé el 1938.

## Introducció
És el setè àlbum de les Aventures de Tintin i Milú (és una sèrie d'historietes en còmic, és una de les sèries més influents d'Europa d'ençà el segle XX i va ser escrita per Georges Remi conegut com a Hergé).
Aquest còmic va ser escrit l'any 1937,va ser editat l'any 1938(el primer àlbum en blanc i negre),va ser reeditat l'any 1943(en color) i es va tornar a reeditar l'any 1966(per diverses queixes).

## Argument
El còmic es desenvolupa a Escòcia i comença quan Tintin caminant a prop de casa seva, troba un avió espatllat i quan Tintín pregunta si els pot ajudar, ells el responen tirant-li un tret. Al día següent Tintín rep la visita de Dupont i Dupond qui l'informen que l'avió on anaven els agressors del periodista s'ha estevallat a Anglaterra. Tintín decideix marxar del hospital tot i que necessita més repòs per anar en busca dels seus agressors .Quan està en el tren de camí, al vaixell que l'ha de portar a Dover, Ivan i Wronzoff, enganyen als policies perquè arrestin a Tintín, però Tintín s'escapa.
Tintín arriba a Dover i després viatja amb cotxe cap a Littelegate, només arribar, Ivan i Wronzoff intenten matar-lo però Milú el salva. Tintín troba l'avió, i Milú troba una pista, un paper estripat al qual troben totes les seves peces, però no saben que vol dir. Només entén un nom, “Dr. Müller”. Tintín i Milú continuan caminant i trobna una casa amb en nom de Müller a la porta, salten el mur però Tintín és capturat.
Tintín intenta escapar de la casa la qual comença a cremar-se però queda atrapat. Quan arriben els bombers el rescaten. Tintín quan surt de l'hospital torna a la casa a buscar pistes. Troba focus vermells. I descobreix que és per donar indicacions a un avió. Espera tota la nit a l'avió i l'endemà captura a dos amics de Müller. Intenta perseguir a Müller fins a un tren, però se li escapa. Tintín arriba a un poble i es troba a Dupond i Dupont i els tres persegueixen Müller i a Ivan, però s'escapen amb un avió, i Tintín va darrere d'ells. S'acaben estavellant i un home gran li dona roba nova i la seva casa per passar la nit. L'endemà descobreix que la matrícula de l'avió que estava Muller i Ivan la van trobar uns pescadors a la costa de Kiltoch.
Tintín només arribar a Kiltoch va a demanar una habitació en un hostal, allà es troba amb un home gran que li explica que hi ha un monstre que vigila l'illa negra. Al dia següent compra una barca ja que ningú li vol llogar la barca perquè tenen por que no la torni per morir a l'illa. Tintínse'n va a “La illa Negra” a buscar a Muller, Ivan i a Wronzoff. Quan arriba, decideix investigar primer el castell de Ben More. Puja fins a la torrassa i en arribar es troba amb un goril·la, intenta escapar d'ell i aconsegueix sortir del castell al sortir no troba la seva llanxa. S'amaga en una petita cova que troba. Tintín troba un camí dins de la cova i puja i troba als falsificadors de bitllets de banc. Els deixa KO, però els altres estan arribant a la sala, però també els deixa fora de joc .Tintin contacta amb la policia perquè vagin a ajudar-lo i quan finalitza la trucada, Muller, Ivan, Wronzoff, i altres dos falsificadors van a buscar a Tintín, però el periodista els distreu el temps necessari fins que arriba la policia.

## Curiositats
- Ranko: Hergé va imaginar una fórmula enginyosa: va fusionar “Nessie” i un goril·la gegant que va veure en una pel·lícula anomenat “King Kong”.
- Nazis al còmic: Hergé va crear uns dolents que podrien ser nazis els dolents eren uns falsificadors de diners alemanys.[5]
- Televisió: Hergé es va avançar un altre cop als fets de la història i va posar la televisió en color quan encara era en blanc i negre.
- La columna de la porta d'entrada de la casa del doctor Müller canvia sobtadament de color entre les pàgines 13 i 23.
- La falsificació de diners, negoci brut que Tintín descobrí a ‘l'illa negra' on acabà atrapant a la banda que dirigia les seves operacions des d'una petita illa escocesa.

## Personatges
- Ivan: Té nom rus i és xófer i el guarda espatlles del líder de la banda de falsificadors de bitllets, el Doctor Müller. Ivan va vestit amb una jaqueta llarga blava.[6]
- Wronzoff: És el cap de l'estructurada banda de falsificadors de billets de banc, Wronzoff i els seus homes van intentar molts de cops eliminar a en Tintín però no van poder el reporter Tintín amb l'ajut dels policies britànics al final poden atrapar a aquest domador.[6]
- Ranko: La bèstia de l'illa negra, és un goril·la i té por d'en Milú. Quan Milú borda al Ranko té por, li fan por els gossos.[7][8] En realitat té bon caràcter, cosa que fa que sigui dolent és el seu domador en Wronzoff que el maltracta amb un fuet.
- Muller: Era un metge d'hospital d'Eastbury que era especialista en el tractament de les malalties mentals i està vinculat sempre amb bandes dolentes contra en Tintin. El nom li ve d'un exespia que es deia Bell que també falsificava monedes i bitllets. Té un caràcter dolent i s'enfada per tot diuen que és la reencarnació del diable. Sempre vesteix elegant amb esmoquin sota de l'esmoquin portava una corbata i unes vambes de color marró.[5][9]

## Diferències entre el primer còmic i el segon
- La primera diferència va ser la del vagó del tren que van canviar la marca de whisky de Johnnie Walker per una marca inventada Loch Lomond.
- Una altra diferència és que després de l'aterratge forçós a Escòcia el camperol porta un bastó en lloc d'un paraigües. Pel que fa a Tintín el 1965 va escollir una faldilla escocesa de colors més vius i mitjons llisos en lloc de mitges de quadres.
- L'illa negra ha canviat poc, han canviat les portes perquè així s'apropava més al gòtic i no al romànic. Wronzoff el 1943 portava un vestit de color oliva més senzill que el vestit de color weed marró del 1943. La cova on s'imprimien el bitllets falsos també va canvia ara estava il·luminada amb neons i la màquina d'imprimir és més moderna.
- El vestit de Müller i d'Ivan canvien radicalment, el xòfer porta uns texans ajustats i una caçadora de pell en lloc de pantalons i botes de muntar, Müller deixa el seu tres-peces de nerd pàlid de 1943 i ara porta un vestit marró no tan estricte, les parets posen elements decoratius com quadres, parets pintades…
- La llanxa de la policia està molt més ben equipada i en la més pura tradició britànica els policies de la Sa Graciosa Majesta no van armats.
- L'última pàgina del còmic ha estat completament renovada.